# Zamus
Zamus (Eigenschreibweise: zamus) ist das Zentrum für Alte Musik der Kölner Gesellschaft für Alte Musik (KGAM) das sich im Zentrum des Kölner Stadtteils Ehrenfeld auf dem Heliosgelände befindet. Es versteht sich als Musiklabor und Kreativplattform für den Stadtraum für über 170 Musiker und Ensembles mit Originalklängen vom Mittelalter bis in die Moderne, experimentelle Formate mit eingeschlossen. Die Musiker, insbesondere die aus der freien Szene, werden bei ihrer künstlerischen Entwicklung unterstützt, auf den Konzertbetrieb vorbereitet und miteinander vernetzt.

## Geschichte
Das Kreativzentrum Zamus befindet sich neben dem denkmalgeschützten Heliosturm und der ehemaligen Werkhalle der Helios AG. Es wurde 2011 von der „Kölner Gesellschaft für Alte Musik e. V.“ am 27. Januar als eingetragener Verein gegründet. Gewählte Vorstandsmitglieder der Gründungssitzung in 2011 waren die Flötistin Dorothee Oberlinger als 1. Vorsitzende, Roland Steinfeld als 2. Vorsitzender und Markus Märkl als weiteres Mitglied des Vorstands. Die Amtsgeschäfte übernahm bis zur Bestellung eines Geschäftsführers im März 2012 der Cembalist, Organist und Pianist Markus Märkl. Die Geschäftsführung sowie die künstlerische Leitung des Zamus und die Betreuung des seit 2011 jährlich im Frühjahr veranstalteten Kölner Fest für Alte Musik übernahm von 2012 bis 2018 Thomas Höft. 2018 übernahm Mélanie Froehly die Geschäftsführung des Zamus. Künstlerischer Leiter des seit 2021 neu benannten Festivals ist der in Tel Aviv geborene Cellist und Kammermusiker Ira Givol. Der aktuelle Vorstand (2021) der KGAM besteht aus Cécile Dorchêne, Ursula Schmidt-Laukamp und Norbert Rodenkirchen.
Zu den Gründungsmitgliedern der Gründungssitzung vom 27. Januar 2011 gehörten Evelyn Buyken für Cölner Barockorchester, Daniel Engstfeld für l‘arte del mondo, Darja Großheide, Maria Jonas, Konrad Junghänel für Cantus Cölln vertreten durch Alexandra Kalka, Klaus Mader für Mosaic Coelln, Markus Märkl für CordArte, Harm Meiners für Ensemble Nel Dolce, Hermann-Christoph Müller, Peter Neumann für Collegium Cartusianum, Maria Spering, Roland Steinfeld für Das Neue Orchester, Fiona Stevens für Neptun Trio, Michael Willens für Kölner Akademie, Roland Wilson für Musica Fiata, Dorothee Oberlinger und Jochen Schäfsmeier (für Concerto Köln).
Die KGAM hat 2021 über 160 Mitglieder, unter anderen der Bach-Verein Köln, die Barocksolisten München, Concerto Köln und Das kleine Konzert, Flautando Köln sowie Anna Herbst, Christoph Spering und Kai Wessel.
Am 24. Juni 2021 wurde die von Andreas J. Schiegnitz gebaute Truhenorgel mit einem Orgelkonzert eingeweiht.

## Aktivitäten
Die Musikvermittlung nimmt einen besonderen Stellenwert ein. So schreibt das Zamus Förderprogramme für junge Künstler und Ensembles aus und organisiert das jährlich stattfindende und thematisch ausgerichtete „Kölner Fest für Alte Musik“, seit 2021 „zamus: early music festival“. Dazu gehören Publikumsgespräche und besondere Angebote für Kinder. Ferner bietet das Zamus Musikmanagement- und Weiterbildungsangebote und fördert Ensembles im Rahmen ihres Artists in Residence-Programms. Kooperationspartner sind unter anderem die Hochschule für Musik und Tanz Köln und die RheinEnergie Stiftung Kultur. Die Kunststiftung NRW fördert das Zamus projektbezogen, die Stadt Köln institutionell. Neu gegründete Ensembles aus der Alten Musik werden künstlerisch, organisatorisch und finanziell unterstützt. Mit dem Musiklabor werden Musikwissenschaftler bei ihren Forschungsprojekten mit internationalen Wissenschaftlern begleitet. Ein wichtiges Projekt stellt die geplante Aufnahme des legendären WDR-Studios für elektronische Musik dar. Der Kölner Stadtrat hat am 3. Februar 2022 beschlossen, das das Zamus ausgebaut und das Studio für Elektronische Musik in das Zamus integriert werden soll. Damit beginnt eine vierjährige Ausbau- und Aufbauphase, gefördert vom Ministerium für Kultur und Wissenschaft des Landes Nordrhein-Westfalen und der Stadt Köln.
Künstlerische Leiter des seit 2011 jährlich im Frühjahr veranstalteten Kölner Festes für Alte Musik, seit 2021 zamus: early music festival, waren von 2012 bis 2018 Thomas Höft, 2019 Christoph Spering, von 2020 bis Ende 2024 der in Tel Aviv geborene Cellist und Kammermusiker Ira Givol. Seit 2025 hat die Geigerin Midori Seiler die künstlerische Leitung des Musikfestivals inne.
- 1. Festival 2011 – Erstes Kölner Fest für Alte Musik
- 2. Festival 2012 – Zweites Kölner Fest für Alte Musik
- 3. Festival 2013 – Motto: Starke Frauen
- 4. Festival 2014 – Motto: Carnaval!
- 5. Festival 2015 – Motto: Passions
- 6. Festival 2016 – Motto: I have a dream
- 7. Festival 2017 – Motto: Greatest Hits
- 8. Festival 2018 – Motto: Krieg und Frieden
- 9. Festival 2019 – Motto: Music. my love (künstlerische Leitung Christoph Spering)
- 10. Festival 2020 – Motto: EARLY MUSIC: RELOAD (künstlerische Leitung Ira Givol); wegen der Corona-Pandemie ausgefallen.[7]
- 11. Festival 2021 – Motto: dunkle Tage / helle Nächte (künstlerische Leitung Ira Givol)
- 12. Festival 2022 – Motto: evolution
- 13. Festival 2023 – Motto: Spiele
- 14. Festival 2024 – Motto: Dreams
- 15. Festival 2025 – Motto: Ekstase und Kontemplation

## Einzelbelege
1. ↑  zamus: early music festival // Zum Lobe Gottes // Carine Tinney, Rebecca Mertens, Markus Märkl u.a., auf popula.de, abgerufen am 8. August 2021
2. ↑  Stadt Köln Pressemitteilung vom 4. Februar 2022: Studio für Elektronische Musik des WDR zieht ins Zentrum für Alte Musik Köln, von Robert Baumanns, abgerufen am 6. Februar 2022
3. ↑  WDR (Westdeutscher Rundfunk) vom 4. Februar 2022: "Studio für Elektronische Musik" hat neues Zuhause, abgerufen am 6. Februar 2022
4. ↑  zamus: early music festivalAlte Musik auf neuen Wegen, auf deutschlandfunk.de, abgerufen am 27. Oktober 2021
5. ↑  Gedanken zur jüdischen Musik anlässlich SHALOM-MUSIK.KOELN, auf forumkulturdialog.koeln, abgerufen am 27. Oktober 2021
6. ↑  Klassik.com Telegramm vom 28. Februar 2024: Festival für Alte Musik zamus Midori Seiler, abgerufen am 1. März 2024
7. ↑  Kölner Stadt-Anzeiger vom 17. März 2021: Das Kölner Zamus trotzt der Coronakrise. Aufbruch in der Alten Musik, von Markus Schwering, abgerufen am 21. März 2021